# 花崗岩盆地避暑別墅 (亞利桑那州)
花崗岩盆地避暑別墅（英語：Granite Basin Summer Homes）是位於美國亞利桑那州亞瓦派縣的一個非建制地區。該地的面積和人口皆未知。

## 地理
花崗岩盆地避暑別墅的座標為34°36′48″N 112°33′15″W / 34.61333°N 112.55417°W，而該地的平均海拔高度為1728米（即5669英尺）。